# Талят Алієв
Талят Мусеіб оглу Алі́єв (азерб. Tələt Müseyib oğlu Əliyev; *1942) — азербайджанський дипломат.

## Біографія
Народився 20 жовтня 1942 року в місті Нахічевань. У 1977 закінчив Інститут нафти і хімії Азербайджану; Володіє іноземними мовами: турецькою, українською та російською.
З 1964 по 1967 — служба в Радянській армії;
З 1967 по 1970 — співробітник тресту «Азнафткашфіят»;
З 1970 по 1981 — співробітник заводу «Геофізприлад»;
З 1981 по 1995 — заступник директора інституту ВНДІхімпроект;
З 1996 по 1997 — генеральний директор «БАМ-Київ Лтд»;
З 1997 по 2000 — генеральний директор «МЕСА Лтд»;
З 2000 по 2001 — керівник представництва компанії «Азерхімія» в Києві;
З 2001 по 2010 — Надзвичайний і Повноважний Посол Азербайджану в Україні.З 2002 по 2006 — Надзвичайний і Повноважний Посол Азербайджану в Білорусі та Молдові.
Науковий ступінь: доктор філософії з політичних наук.
Наукова діяльність: у 2010—2017 роках працював на посаді кафедри міжнародних економічних відносин Київського славістичного університету. Він є почесним професором Міжнародного славістичного університету в м. Харків, а також почесним академіком Міжрегіональної академії управління персоналом. За визначні досягнення був нагороджений низкою державних нагород, зокрема громадських та релігійних установ.

## Нагороди
- орден «За заслуги» III ступеня (14 жовтня 2002) — за вагомий особистий внесок у розвиток українсько-азербайджанських відносин[1];